# Erodium acaule
Erodium acaule é uma planta com flor pertencente à família Geraniaceae.

## Galeria

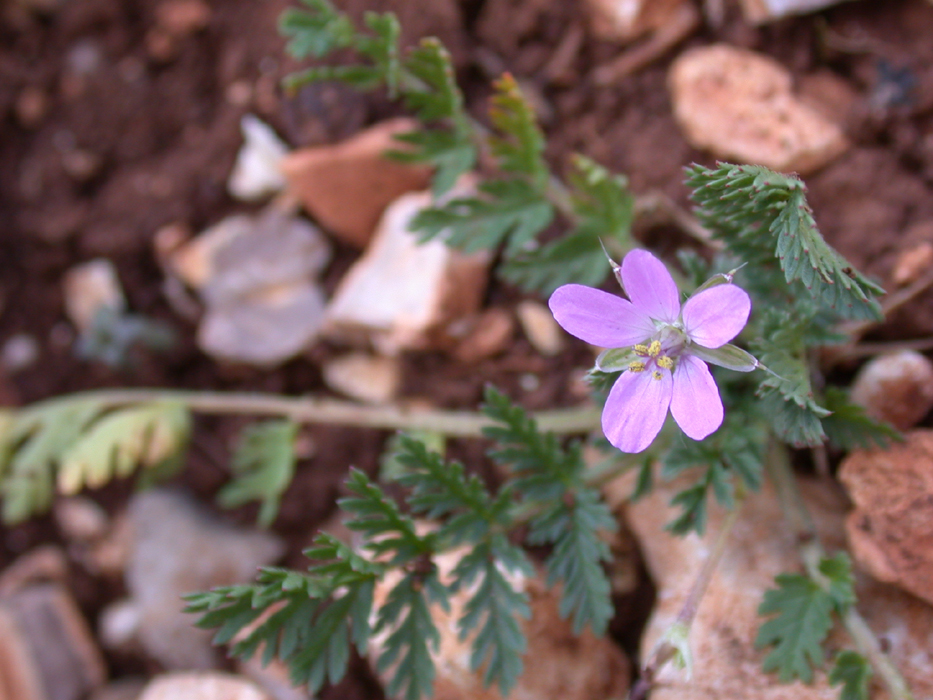
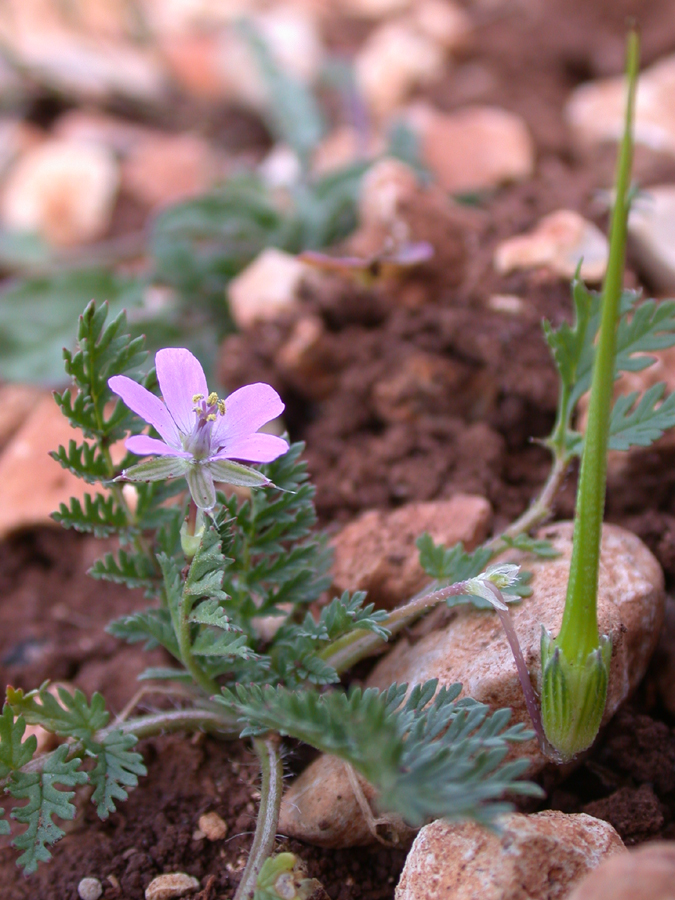